# Ignaz zu Hardegg

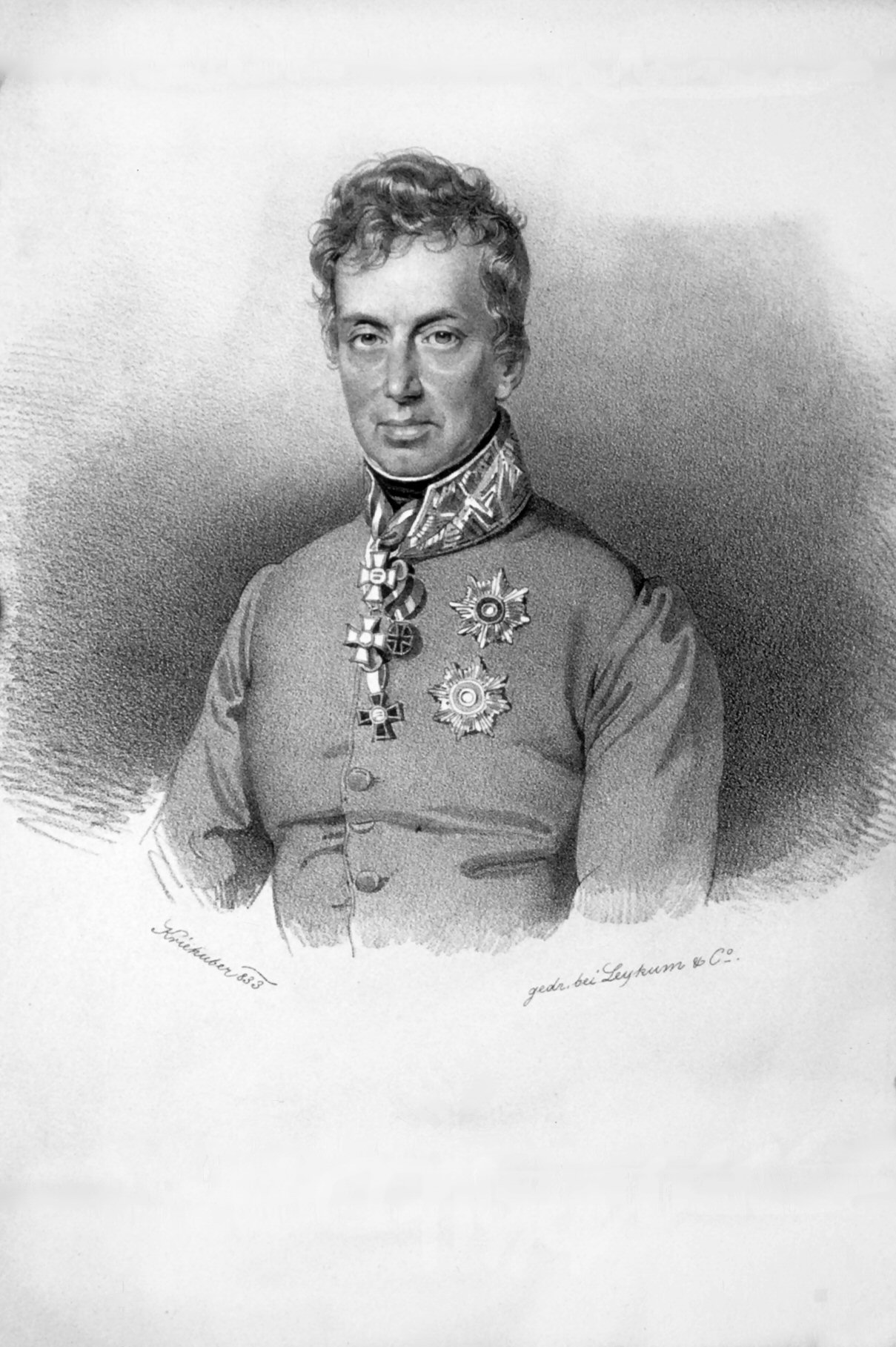
Retrato de Ignaz Graf Hardegg en 1833 por Josef Kriehuber.

Ignaz Franz Graf zu Hardegg auf Glatz und im Marchlande (Viena, 30 de julio de 1772 - Viena, 17 de febrero de 1848) fue un General de Caballería austriaco. Fue un importante comandante durante las guerras napoleónicas y entre 1831 y 1848 Presidente del Hofkriegsrat.

## Biografía
Ignaz Graf zu Hardegg provenía de la antigua familia noble Hardegg de la Baja Austria. Sus dos hermanos menores Johann Anton (1773-1825) y Johann Heinrich (1778-1854) también alcanzaron altos puestos en el Ejército austríaco.
Tuvo sus primeras experiencias de guerra a la edad de 16 años, a las órdenes de Laudon en la guerra austro-turca (1787-1791). Promovido a Rittmeister en 1792, tomó parte en la batalla de Jemappes durante la Guerra de la Primera Coalición. En 1795 luchó con distinción en la batalla de Handschuchsheim y recibió la Orden Militar de María Teresa por sus servicios.
En 1796 sirvió en Alemania y en 1800 pudo rechazar un ataque desde Breisach. Por este acto fue elogiado por el Archiduque Carlos en el estado mayor general y promovido a mayor. Hardegg, que ahora había sido promovido a coronel y comandante del regimiento Schwarzenberg, no pudo participar en la campaña de 1805 por enfermedad.
Durante la Guerra de la Quinta Coalición en 1809 como mayor general, de nuevo sobresalió en la batalla de Aspern-Essling. En la siguiente batalla de Wagram defendió su posición cerca de Baumersdorf con gran perseverancia y recibió la Gran Cruz de la Orden Militar de María Teresa por su valentía. En 1813 participó en la campaña en Bohemia y en la batalla de Dresde y fue promovido a Teniente Mariscal de Campo el mismo año. En la batalla de Leipzig condujo la vanguardia del ala izquierda, pero recibió una grave herida en la cabeza en Dölitz. Recuperado, pudo participar en el combate en Francia en 1814. Asaltó la ciudad de Moret-sur-Loing, defendida tozudamente por el General Montbrun, y después combatió con el ejército del sur contra el Mariscal Augereau.

### Después de la guerra
Hardegg participó en el Congreso de Viena en 1815, donde fue agregado al zar ruso Alejandro I, un puesto que conservó después en los congresos en Troppau, Verona y Laibach.
En 1829 Hardegg fue nombrado comandante militar de Linz y un año después fue nombrado comandante de Transilvania. En 1831, como general de Caballería, fue nombrado presidente del Hofkriegsrat, un puesto que mantuvo hasta su muerte.
El 28 de octubre de 1841 se le concedió la Orden del Águila Negra, la más alta distinción del reino de Prusia. En 1836 fue aceptado en la austríaca Orden del Toisón de Oro.
Ignaz Graf zu Hardegg murió el 17 de febrero de 1848, a la edad de 75 años en Viena.